# Senso de equilíbrio

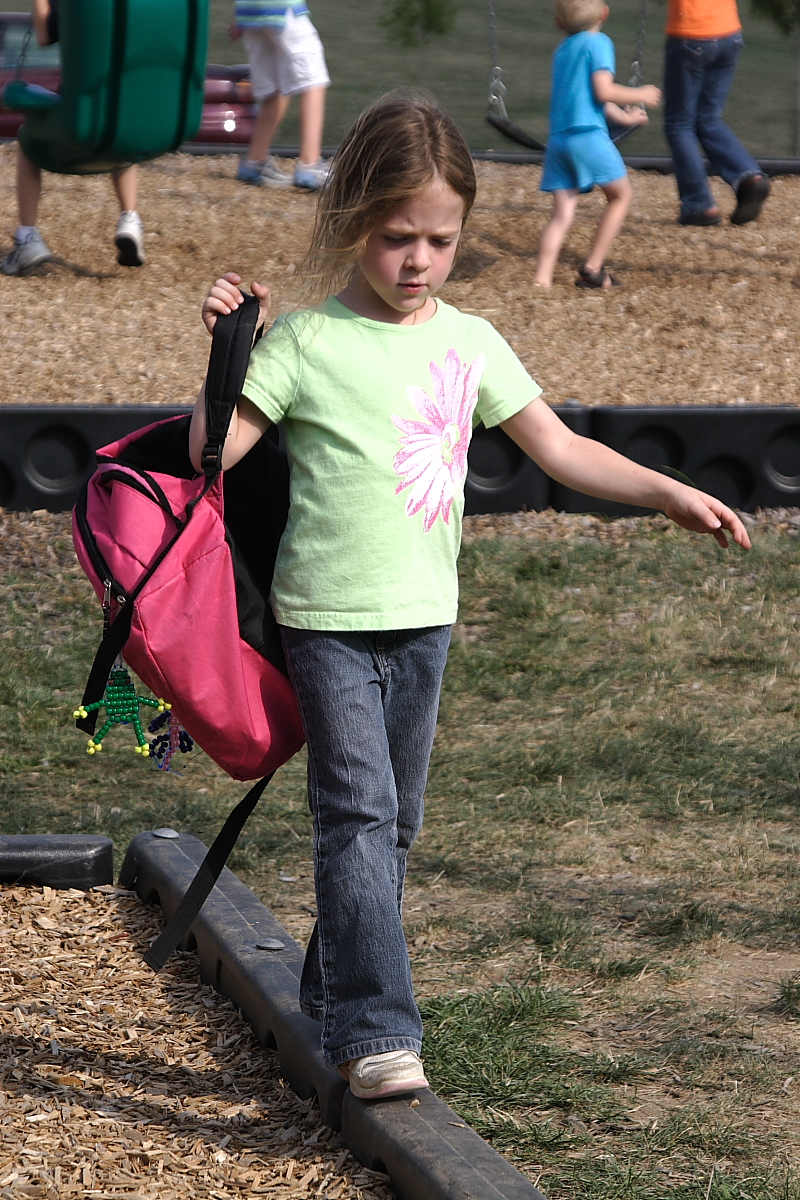
Desenvolvimento de habilidades de equilíbrio em crianças

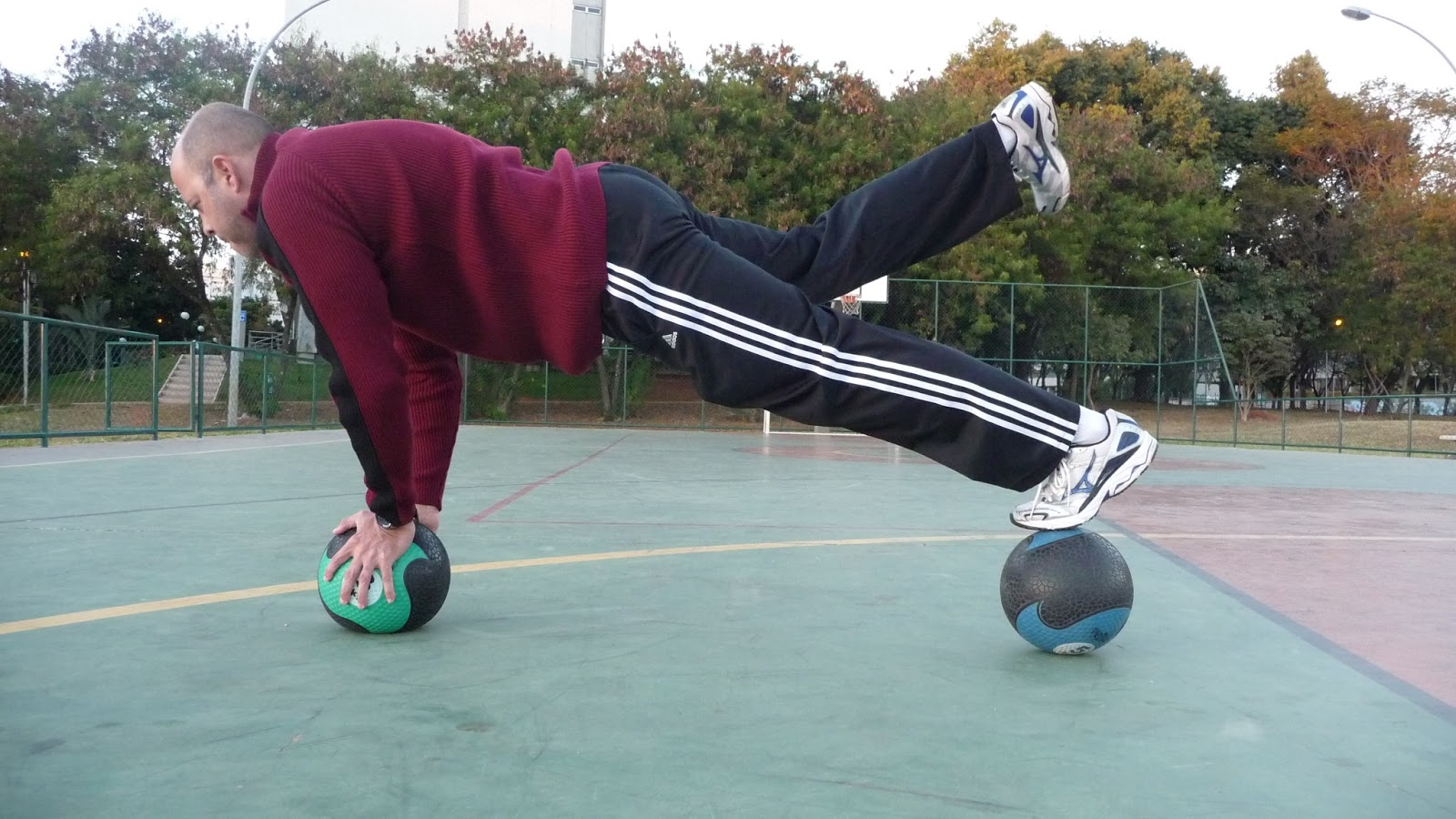
Treino de equilíbrio

O senso de equilíbrio ou equilibriocepção é a percepção de equilíbrio e orientação espacial. Ajuda a evitar que humanos e animais não humanos caiam ao ficarem parados ou em movimento. O equilíbrio é o resultado de vários sistemas sensoriais trabalhando juntos: os olhos (sistema visual), os ouvidos internos (sistema vestibular) e a sensação do corpo de onde está no espaço (propriocepção) idealmente precisam estar intactos.
O sistema vestibular, região do ouvido interno para onde convergem três canais semicirculares, trabalha com o sistema visual para manter os objetos em foco quando a cabeça está em movimento. Isso é chamado de reflexo vestíbulo-ocular (RVO). O sistema de equilíbrio trabalha com os sistemas visual e esquelético (os músculos e articulações e seus sensores) para manter a orientação ou equilíbrio. Os sinais visuais enviados ao cérebro sobre a posição do corpo em relação ao seu entorno são processados pelo cérebro e comparados às informações dos sistemas vestibular e esquelético.

## Sistema vestibular

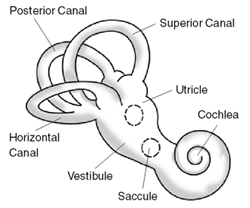
Diagrama do sistema vestibular

No sistema vestibular, o equilíbrio é determinado pelo nível de um fluido chamado endolinfa no labirinto, um conjunto complexo de tubos no ouvido interno.

## Disfunção

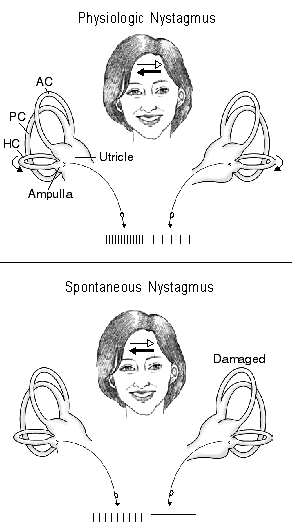
Esta figura mostra a atividade nervosa associada ao nistagmo fisiológico induzido por rotação e ao nistagmo espontâneo resultante da lesão de um labirinto. Setas retas finas mostram a direção dos componentes lentos, as setas retas grossas mostram a direção dos componentes rápidos e as setas curvas mostram a direção do fluxo da endolinfa nos canais semicirculares horizontais. Os três canais semicirculares são marcados AC (canal anterior), PC (canal posterior) e HC (canal horizontal)

Quando o senso de equilíbrio é interrompido, causa tonturas, desorientação e náuseas. O equilíbrio pode ser perturbado pela doença de Ménière, a síndrome de deficiência de canal semicircular superior, infecção do ouvido interno, por um forte resfriado comum que afeta a cabeça ou uma série de outras condições médicas, incluindo, mas não se limitando a vertigem. Também pode ser temporariamente perturbado por acelerações rápidas ou prolongadas, por exemplo, andar em um carrossel. Golpes também podem afetar a recepção de equilíbrio, especialmente aqueles ao lado da cabeça ou diretamente no ouvido.
A maioria dos astronautas descobre que seu senso de equilíbrio é prejudicado quando em órbita porque estão em um estado constante de ausência de peso. Isso causa uma forma de enjoo chamada síndrome de adaptação ao espaço.